# Чуднівський повіт
Чуднівський повіт (рос. дореф. Чудновскій уѣздъ), або Чуднівський округ (рос. дореф. Чудновскій округъ) — повіт Волинського намісництва Російської імперії у 1795—1797 роках. Центром повіту було місто Чуднів.

## Історія
1 (12) травня 1795 року на землях Речі Посполитої, анексованих у 1793 і 1795 роках Російською імперією і включених до Брацлавської та Заславської губерній і Кам'янецької області, створені Волинська, Брацлавська і Подільська губернії, які в наступних офіційних документах часто також називали намісництвами.
5 (16) липня 1795 затверджений поділ Волинської губернії (намісництва) на 13 округів, одним з яких став Чуднівський округ (повіт). 22 січня (2 лютого) 1796 року імператорським указом були затверджені герби повітових міст новостворених губерній, серед яких і герб Чуднова — центру Чуднівського повіту.

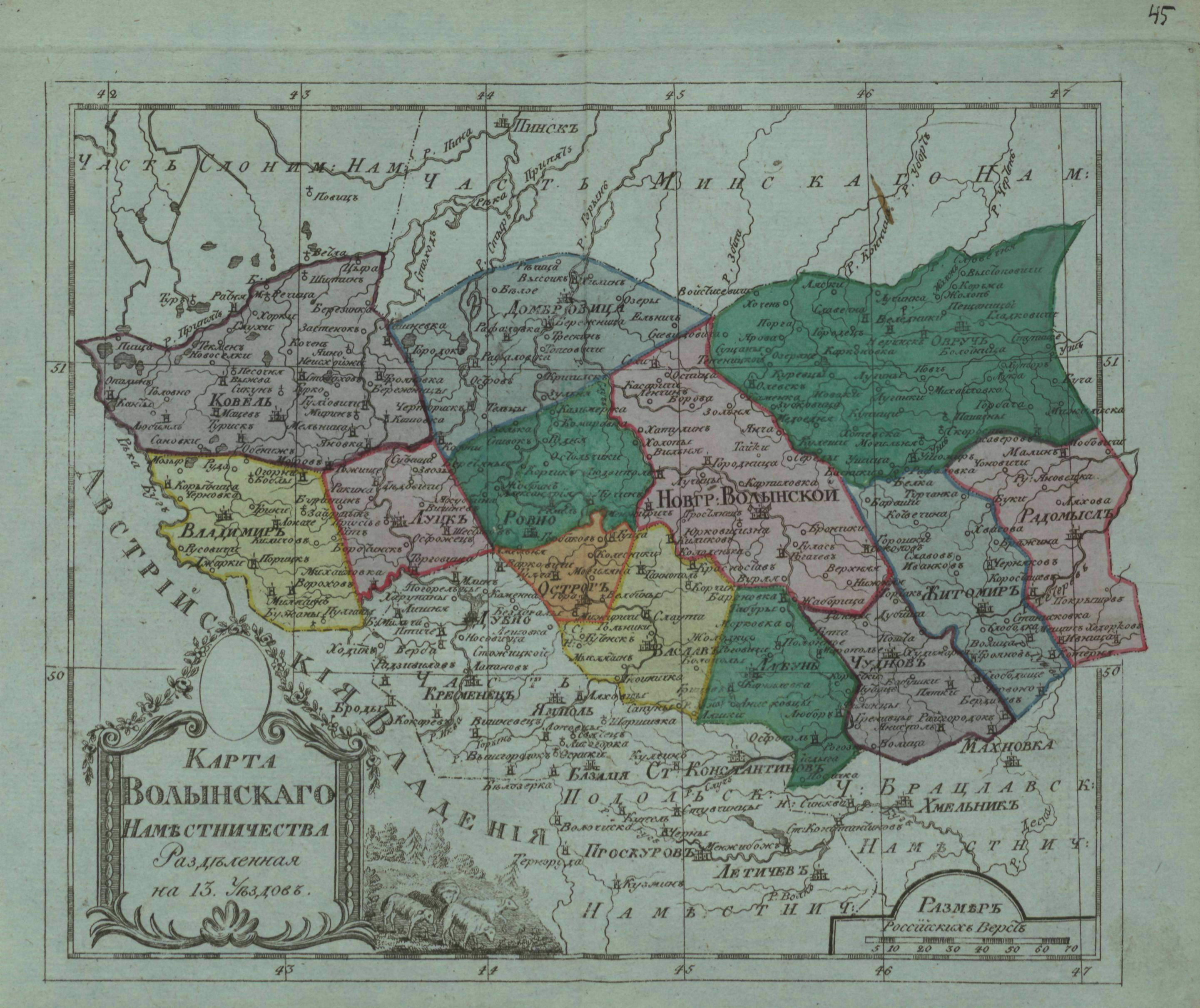
Мапа Волинського намісництва розділена на 13 повітів (1796)

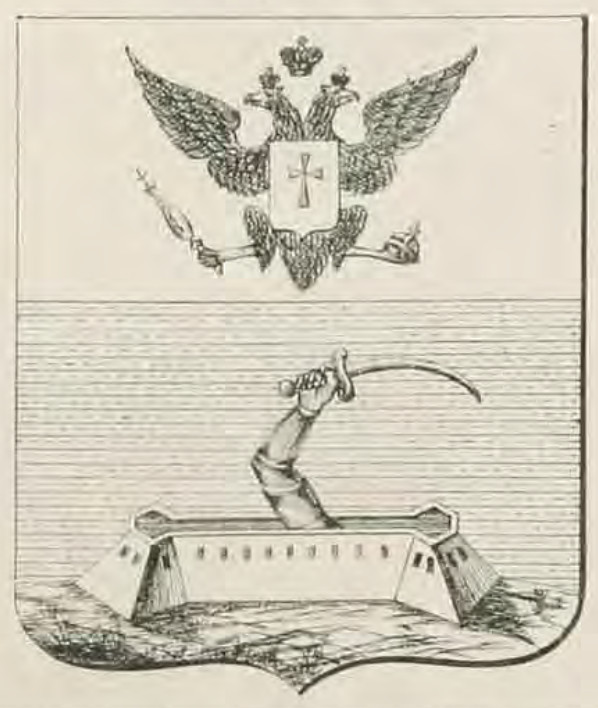
Герб Чуднова, затверджений 1796 року

Серед поселень повіту були: Чуднів, Дубище, Бабушки, П'ятка, Слободище, Бердичів, Райгородок, Янушпіль, Гринівці та інші. Повіт межував з Лабунським (на заході), Новоград-Волинським (на півночі), Житомирським (на сході) повітами та з Брацлавським намісництвом на півдні.
Указом від 12 (23) грудня 1796 року російський імператор Павло I затвердив новий поділ країни на губернії, однією з яких була Волинська губернія. Указом від 29 серпня (9 вересня) 1797 року затверджено нові межі Волинської губернії, за якими через те, що населення повіту становило менш як 40 тис. осіб, Чуднівський повіт ліквідовано, а місто Чуднів стало заштатним.